# Vinzwemmen

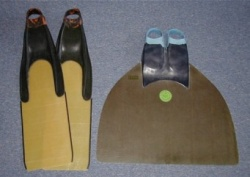
Twee vormen van vinzwemmen: met twee vinnen of een monovin.

De vinzwemsport is een zwemsport die ontstaan is in het voormalige Oostblok.
Mijnenleggers van de marine gebruikten steeds langere en grotere zwemvinnen. In het begin waren dat grote rubberen zwemvliezen. Later werden deze stereovinnen verlengd met fiberglas. Toen iemand op het idee kwam om de lange fibervinnen aan elkaar vast te maken, was de monovin geboren. Militaire kazernes organiseerden onderling wedstrijden in het zwemmen met vinnen. De sport groeide langzaam naar een mondiale sport.
Vinzwemmen is de snelste zwemsport. Er wordt gebruikgemaakt van zwemvliezen of een monovin. Er wordt gezwommen met een snorkel, deze snorkel zit aan de voorkant van het gezicht (mv, met vinnen), of onder water met een persluchtflesje (pl, perslucht) of met eigen adem (ad, afstandsduik). Met de afstandsduik is de maximale wedstrijdafstand 50 meter. Er worden grote snelheden gehaald met het vinzwemmen. De tijden zijn sneller dan die van het conventionele zwemmen. De tijden van de wereldrecords vinzwemmen zijn daardoor sneller. Bij de sprintafstanden ontstaan soms grote golven, die niet altijd binnen het bad blijven. Vinzwemmen wordt ook recreatief beoefend.
Naast de wedstrijden in het zwembad worden er al decennialang wedstrijden in het buitenwater gehouden. Deze langeafstands- of openwater-vinzwemwedstrijden worden van maart tot en met oktober gehouden in Noord-Europa in rivieren, meren, kanalen en in de Noord- en Waddenzee. In zuidelijk Europa is dit het hele jaar door. Door het geheel of gedeeltelijk dragen van een neopreen zwempak beschermt de vinzwemmer zich tegen de kou. De afstanden variëren van 1 tot 20 kilometer.